# Zulfiya Gabidullina
Zulfiya Gabidullina (22 de noviembre de 1965) es una deportista kazaja que compitió en natación adaptada. Ganó una medalla de oro en los Juegos Paralímpicos de Río de Janeiro 2016 en la prueba de 100 m libre (clase S3).

## Palmarés internacional
| Juegos Paralímpicos | Juegos Paralímpicos     | Juegos Paralímpicos | Juegos Paralímpicos |
| Año                 | Lugar                   | Medalla             | Prueba              |
| ------------------- | ----------------------- | ------------------- | ------------------- |
| 2016                | Río de Janeiro (Brasil) | Medalla de oro      | 100 m libre S3      |